# Katholische Jugendfürsorge
Die Katholische Jugendfürsorge ist ein Fachverband der Kinder- und Jugendhilfe im Caritasverband.

## Geschichte
Die Katholische Jugendfürsorge entstand zu Beginn des 20. Jahrhunderts auf Betreiben des Zentrumsabgeordneten und Gefängnisseelsorgers Jakob Reeb (1842–1917). Er war in Landau in der Pfalz beziehungsweise Zweibrücken tätig und erkannte die Not der jugendlichen Gefangenen.
Reeb gründete zuerst 1905 den Katholischen Jugendfürsorgeverein für die Pfalz. 1910 wurde der Katholische Jugendfürsorgeverein der Erzdiözese München und Freising gegründet. Es folgten unmittelbar die Jugendfürsorgevereine für die weiteren bayerischen Diözesen: 1911 Augsburg, Bamberg und Eichstätt, im Folgejahr 1912 Regensburg, Passau und Würzburg.
In einigen Einrichtungen der Katholischen Jugendfürsorge (speziell im Piusheim bei Glonn) kam es in den Fünfziger bis Siebziger Jahren zu Gewalt in der Heimerziehung und zu schweren Fällen sexuellen Missbrauchs an Kindern und Jugendlichen. Eine Aufarbeitung findet nur zögerlich statt.